# Campionati austriaci di sci alpino 1962
I Campionati austriaci di sci alpino 1962 si svolsero a Bad Ischl tra il 1º e il 4 marzo; furono assegnati i titoli di slalom gigante, slalom speciale e combinata, sia maschili sia femminili.

## Risultati

### Uomini

#### Slalom gigante
| Pos. | Atleta          | Nazione |
| ---- | --------------- | ------- |
| 1    | Martin Burger   | Austria |
| 2    | Hugo Nindl      | Austria |
| 3    | Gerhard Nenning | Austria |

Data: 2 marzo

#### Slalom speciale
| Pos. | Atleta          | Nazione |
| ---- | --------------- | ------- |
| 1    | Karl Schranz    | Austria |
| 2    | Gerhard Nenning | Austria |
| 3    | Josef Stiegler  | Austria |

Data: 4 marzo

#### Combinata
| Pos. | Atleta          | Nazione |
| ---- | --------------- | ------- |
| 1    | Karl Schranz    | Austria |
| 2    | Gerhard Nenning | Austria |
| 3    | Josef Stiegler  | Austria |

Data: 2-4 marzo

Classifica stilata attraverso i piazzamenti ottenuti
in slalom gigante e slalom speciale

### Donne

#### Slalom gigante
| Pos. | Atleta           | Nazione |
| ---- | ---------------- | ------- |
| 1    | Erika Netzer     | Austria |
| 2    | Traudl Hecher    | Austria |
| 3    | Christl Staffner | Austria |

Data: 1º marzo

#### Slalom speciale
| Pos. | Atleta           | Nazione |
| ---- | ---------------- | ------- |
| 1    | Traudl Hecher    | Austria |
| 2    | Sieglinde Bräuer | Austria |
| 3    | Christl Staffner | Austria |

Data: 3 marzo

#### Combinata
| Pos. | Atleta           | Nazione |
| ---- | ---------------- | ------- |
| 1    | Traudl Hecher    | Austria |
| 2    | Christl Staffner | Austria |
| 3    | Sieglinde Bräuer | Austria |

Data: 1º-3 marzo

Classifica stilata attraverso i piazzamenti ottenuti
in slalom gigante e slalom speciale